# Kubányi Endréné
Kubányi Endréné, lánykori nevén Szabó Erzsébet (Temeskutas, 1929. május 17. – Budapest, 2014. október 29.) gyémánt- és vasdiplomás, Eötvös József-díjas tanítónő.

## Pályafutása
A tanítóképzőt a budapesti Orsolyita rend iskolájában végezte, majd az 5. évfolyamban jelöltként Sopronba került, itt folytatta tanulmányait. Az volt a szándéka, hogy belép a rendbe. Mivel 1950 júniusában szétoszlatták a szerzetesrendeket, ez a terve nem valósulhatott meg.
Ezek után első munkahelye a Fehérvári út 10. sz. Általános Iskola volt, ahol három nap után vallásos meggyőződése miatt azonnali hatállyal elbocsátották. Hosszas keresgélés után csak a Pamuttextilműveknél kapott munkát, ahol másfél évig három műszakban kellett dolgoznia. Innen egészségi állapota romlása miatt 1953-ban el kellett jönnie. 1953 tavaszán, szintén hosszas keresgélés után kapott egy megbízást a Pest Megyei Tanács Oktatási Osztályától, hogy Budaörsön a II. sz. Általános Iskolában alapítsa meg a napközi otthont. Ez az alapító okirat már másfél éve ott feküdt az asztalfiókban, de nem sikerült senkit szerezniük, aki elvállalta volna.
Szabó Erzsébet boldogan kezdett munkához Fátyol Jenő akkori igazgató irányítása alatt.
Rengeteg szegény sorsú gyerek járt azokban az években ide iskolába, és örömmel vették birtokba a napközi otthont, nagyon szerettek ide járni. Ő mindent saját belátása szerint tett: megpróbált értelmes és tartalmas elfoglaltságot biztosítani az amúgy nagyon szegényes körülmények között élő gyermekek részére. Az első évben negyven gyerek, alsós, felsős vegyesen járt a csoportba. Kezdetben mindent saját kezükkel teremtettek meg. A következő évben már szétválasztották az alsót és felsőt. Ekkor már egy segítő kolléganővel, dr. Langer Istvánnéval ketten végezték a munkát. Sokat kirándultak, kézműves foglalkozásokkal tették hasznossá a szabadidőt. Mivel rövid idő alatt felfejlődött a napközi, 1954-ben pedagógusnap alkalmából az elért eredményekért dicséretben és pénzjutalomban részesülhetett.
Somfalvi Évával évekig dolgoztak együtt. Az évek során egyre többen jöttek hozzá tapasztalatcserére a napközis életről.
1960-ban meghívást kapott egy Országos Napközis Kongresszusra Budán. Az itt hallott tapasztalatokról és nevelési problémákról cikket írt az Országos Pedagógiai Intézet részére „Tapasztalatcsere-gyűjtemény” címmel. Ezen a nyáron Aszódon is részt vett egy napközis nevelők részére rendezett továbbképzésen. Ekkor nevezték ki az első szakfelügyelőket Szabó Zoltán és Abrudbányay János személyében. Ők egy egész napot töltöttek Budaörsön, ahol a napközi életét tanulmányozták. Ezek után évekig dolgoztak együtt, ahol sok jó ötletet valósítottak meg járási, illetve megyei szinten. Beindították a Pest megyei napközis tagozatot, amelynek vezetésével Szabó Erzsébet tanítónőt bízták meg. A második napközis kézikönyv,  majd A napközi otthon nevelési kérdései c. könyv egy-egy fejezetének megírásában is részt vett.
Füle Sándor főszerkesztő úr felkérésére a Napközi otthonos nevelők kézikönyve c. kiadványban több munkája jelent meg. Több alkalommal fölkérték előadások, bemutató órák megtartására, melyekre az ország különböző városaiból jöttek hozzá kollégák foglalkozásokat látogatni.
Miután 1961-ben férjhez ment, 1962-ben megszületett első gyermeke, Andrea, de még ezek után évekig folytatta a pedagógiai munkát.
1963-ban a napközi fennállásának tizedik évfordulója alkalmából pedagógusnapon miniszteri kitüntetésben részesült.
1965 őszén egy háromhetes dániai tanulmányútra kapott meghívást. Ezen az úton sok tapasztalatot gyűjtött itthoni munkájához.

1968-ban megszületett második gyermeke, Annamária, és Zuglóban kaptak új lakást, 1969-től az ottani Újvidék téri Általános Iskolában (későbbi nevén: Arany János Általános Iskola és Alapfokú Művészetoktatási Intézmény) kezdett tanítani. Itt szintén napközisként dolgozott nyolc évig. Szakmai munkájával nagyon meg voltak elégedve, kolléganői sokszor jöttek hozzá tapasztalatot cserélni, tanácsot kérni. Kiemelkedő munkája ellenére mindig a legalacsonyabb fizetési kategóriába sorolták, mert vallásos meggyőződése mellett kitartott. Minden évben valamilyen előadást szervezett a gyerekeknek karácsonyra, farsangra, amelyen boldogan vettek részt. Ezek nagy részét ő írta és rendezte. Mindig nagy sikere volt.

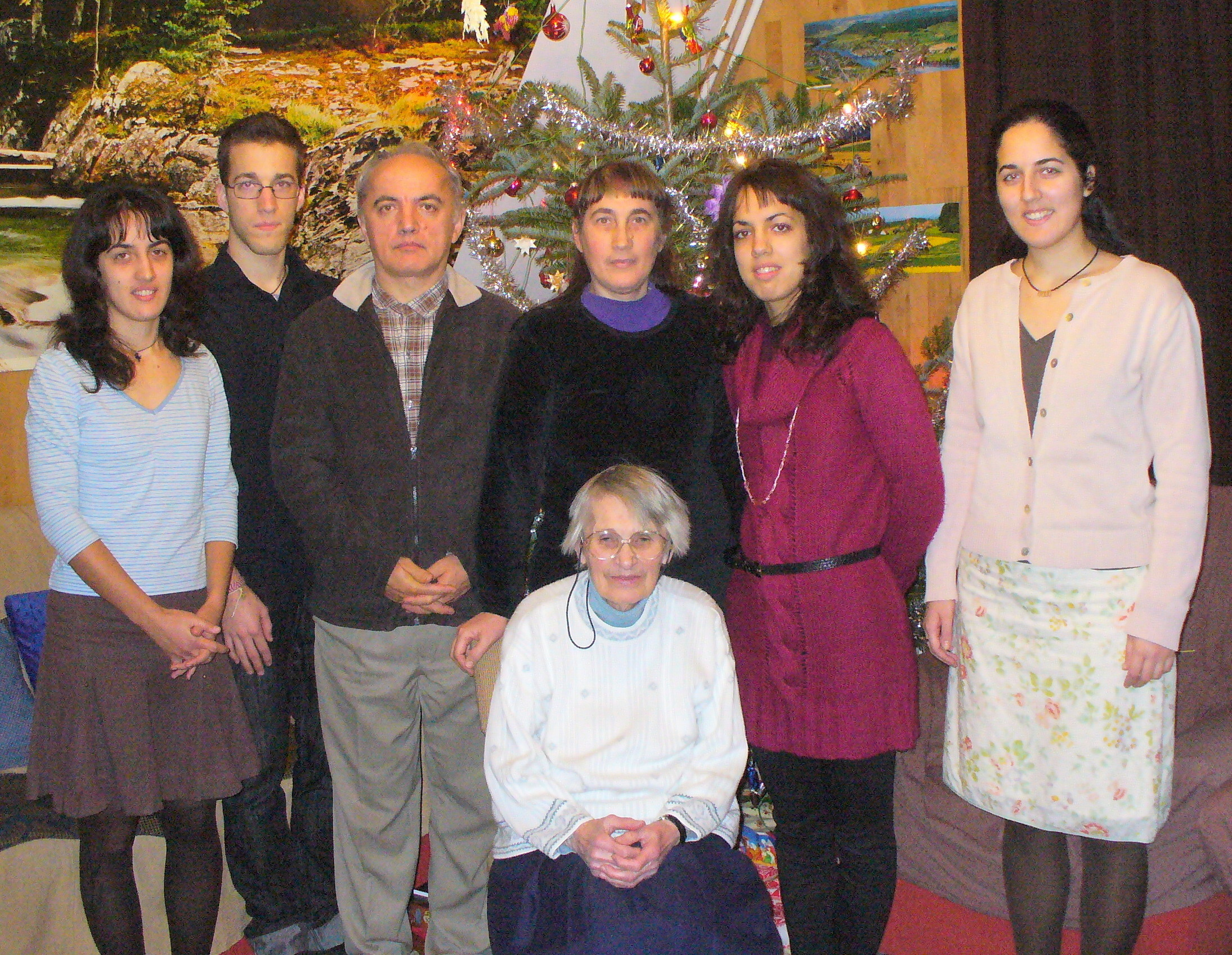
Karácsonykor együtt a család, 2011

1977-ben az Angol utcai Zalka Máté Általános Iskolában (ma a megszűnt Gárdonyi Géza Általános Iskola) folytatta már megkezdett munkáját, 1979-ig, amikor az iskolában történt baleset során combnyaktörést szenvedett és leszázalékolták. Ettől kezdve otthon él családja körében. 2003-ban a Budaörsi Napköziotthon fennállásának ötvenéves jubileumára pedagógiai munkássága elismeréseként Magyar Bálint oktatási miniszter Eötvös József-díjban részesítette.
2009-ben megkapta a gyémántdiplomát, majd 2014-ben a vasdiplomát.
Mindkét lánya folytatja munkáját és használja tapasztalatait. Kisebbik lánya Kőszegen tanítónő; nagyobbik lánya Budapesten tanár. Egyik unokája szintén tanítónő. Kubányi Endréné 2014. október 29-én hunyt el Budapesten, 85 éves korában.

## Publikációk
- A második napközis kézikönyv (fejezetek)
- A napközi otthon nevelési kérdései (társszerző)
- Napközi otthonos nevelők kézikönyve (cikkek)

## Díjak, kitüntetések
- 1963 – miniszteri kitüntetés
- 2003 – Eötvös József-díj